# Moorthorpe
Moorthorpe – osada w Anglii, w West Yorkshire, w dystrykcie metropolitalnym Wakefield. Leży 16,6 km od miasta Wakefield, 27,7 km od miasta Leeds i 245,8 km od Londynu. Moorthorpe jest wspomniana w Domesday Book (1086) jako Torp.